# Cselno-versini járás

A Cselno-versini járás a Szamarai területen

A Cselno-versini járás (oroszul Челно-Вершинский район) Oroszország egyik járása a Szamarai területen. Székhelye Cselno-Versini.

## Népesség
- 1989-ben 21 826 lakosa volt.
- 2002-ben 18 817 lakosa volt, melyből 51,2%-a orosz, 29,7%-a csuvas, 12,8%-a tatár, 4,8%-a mordvin.
- 2010-ben 16 954 lakosa volt, melynek 54,5%-a orosz, 27,8%-a csuvas, 12,7%-a tatár, 3,8%-a mordvin.